# Gens Escribonia
La gens Escribonia (en latín, gens Scribonia) fue una gens de la Antigua Roma de origen plebeyo cuyos miembros aportaron senadores y cónsules durante la República y el Imperio.

## Miembros de la gens
- Gayo Escribonio Curión, cónsul 76 a. C.
- Gayo Escribonio Curión, un senador e hijo del anterior, que casó con Fulvia.
- Lucio Escribonio Libón, un hombre de una familia senatorial.
- Lucio Escribonio Libón, un hijo del anterior, que fue cónsul en 34 a. C.
- Lucio Escribonio Libón, un nieto del anterior, que fue cónsul en 16.
- Escribonio, un usurpador que aproximadamente en 16 a. C. casi alcanzó el trono del reino del Bósforo
- Marco Escribonio Libón Druso, nieto del cónsul de 34 a. C. y hermano del anterior, que fue pretor en 16. Los hermanos fueron acusados de conspirar contra el emperador Tiberio, Germánico y Druso el Joven en 16. Marcus se suicidó para evitar el juicio.
- Escribonio Largo, un médico del emperador Claudio.
- Escribonia, la hija de Lucio Escribonio Libón y Sencia, que estuvo casada como la segunda mujer del futuro emperador romano Augusto.
- Escribonia, sobrina de la anterior, que era hija de Lucio Escribonio Libón, cónsul en 34 a. C. Esta Escribonia, se casó con su tío abuelo Sexto Pompeyo y le dio una hija, Pompeya.
- Escribonia, hja de Lucio Escribonio Libón, cónsul en 16.